# ويس هيفرنان
ويس هيفرنان هو لاعب غولف كندي، ولد في 7 مارس 1977 في كالغاري في كندا.

## وصلات خارجية
- ويس هيفرنان على موقع رابطة لاعبي الغولف المحترفين (الإنجليزية)
- ويس هيفرنان على موقع التصنيف العالمي الرسمي للغولف (الإنجليزية)